# James Maslow
James David Maslow (n. 16 iulie 1990, New York City, New York, SUA) este un actor,  cântăreț, model și dansator american.
Este cunoscut pentru rolul lui James Diamond în Big Time Rush și pentru că este membru al trupei cu același nume. Este cunoscut și pentru rolul lui Shane din serialul ICarly din episodul Isaw Him First (din sezonul  al doilea).

## Biografie
Maslow s-a născut în New York City, New York și a crescut în orașul La Jolla, California. Tatăl sau este de religie ebraică, iar mama sa catolică. În copilărie a urmat școala ebraică. Începe sa cânte la vârsta de șase ani, când părinții lui îl înscriu la San Diego Children's Choir. A avut un mic rol în producția "La bohème" a operei din  San Diego la vârsta de 10 ani, iar la vârsta de 14 ani l-a jucat pe Marius în piesa de teatru Les Misérables .

## Carieră
În 2008 debutează într-un episod al serialul ICarly, în rolul lui Shane.
Din 2009 până în 2013 a fost unul din personajele principale din serialul Big Time Rush,  de Scott Fellows.  Face parte din trupa Big Time Rush, cu care a realizat trei albume: B.T.R.(2010), Elevate(2011) și 24/seven (2013); și 2 EP:  Holyday Bundle (2011) și Big Time Movie Soundtrack (2012).  În 2014, la sfârșitul turului mondial, trupa anunța că va lua o pauză, fiecare vrând să se concentreze pe proiecte individuale, ceea ce a stârnit inițial ideea destrămării trupei, pe care actorul a negat-o de mai multe ori.
Din 2013 are un canal YouTube unde produce cover-uri la diverse melodii, cum ar fii Love Somebody  de Maroon 5,  Clarity de Zedd și  Mirrors de Justin Timberlake. Tot în 2013 scrie melodia Never too Young, ideală pentru a o cânta împreună cu youtuber-ul MattyBRaps.
În 2014 joacă rolul lui Kevin Mohr în serialul Sequestered;  în iarna aceluiași an interpretează rolul principal în filmul Seeds of Yesterday. În 2015 are rolul lui Wyatt în thrillerul Wild for the night.
În data de 24 Iulie 2015 iese prima lui melodie (ca solist), ,,Lies"  scrisă în colaborare cu Jojo Whright featuring Unlike Pluto. Pe 21 octombrie al aceluiași an publică a doua lui melodie, ,,Circles".
În ianuarie 2017 este personaj principal în thrillerul 48 Hours to Live/Wild for the Night pentru care este scris ,,Coming for You" , al treilea sau single. Pe 13 martie 2017 este lansat primul sau album solo numit How I like it.

## Filme și seriale
- ICarly (2008): Shane (episodul "Isaw Him First")
- urFREZ (2009- film): Brandon
- Big Time Rush (2009-2013): James Diamond (personaj principal)
- BrainSurge (2011): guest star
- Hand aufs Herz (2011): el însuși împreună cu ceilalți membrii ai trupei Big Time Rush (episodul #210)
- How to Rock (2012): James Diamond (episodul "How to Rock: An Election")
- Big Time Movie (2012): James Diamond (personaj principal)
- See Dad Run (2012-2013): Ricky Adams (episoadele "See Dad Wah-Wah'd" și "See Dad Compaign")
- Marvin Marvin (2013): el însuși  (episodul "Big Time Marvin")
- Dancing with the Stars (2014): concurent
- Sequestered (2014): Kevin Mohr (6 episoade)
- Pinguinii din Madagascar (2015): James Castorul (episodul "Tunnel of Love")
- Seeds of Yesterday (2015): Bart Foxworth (personaj principal)
- Wild for the Night/48 Hours To Live (2015): Wyatt Wells (personaj principal)
- Art Show Bingo (2017): Wil Hunter (personaj principal)
- It Happened One Valentine's (2017): Caleb Greene (personaj principal)
- Bachelor Lions (2017): Mark Myers (Personaj principal)
- The Boarder (2018): Jake (Personaj principal)

## Concerte și opere teatrale
împreună cu Big Time Rush
- Big Time Rush Live in Concert (2011)
- Better With U Tour (2012)
- Big Time Summer Tour (2012)
- Summer Break Tour (2013)
- Live World Tour (2014)

Ca Solist
- Sherlock Holmes (2015)
- Tour European  (2017)